# Роус, Фрэнсис Пейтон
Фрэнсис Пейтон Ро́ус (англ. Francis Peyton Rous; 5 октября 1879, Балтимор — 16 февраля 1970, Нью-Йорк) — американский патолог, лауреат Нобелевской премии по физиологии и медицине в 1966 году «за открытие онкогенных вирусов». Разделил премию с Чарлзом Хаггинсом, награждённым «за открытия, касающиеся гормонального лечения рака предстательной железы».
Член Национальной академии наук США (1927), иностранный член Лондонского королевского общества (1940).

## Награды
- 1927 — Медаль Джона Скотта
- 1946 — George M. Kober Lecture[нем.]
- 1953 — George M. Kober Medal[нем.]
- 1955 — Медаль Джесси Стивенсон-Коваленко
- 1958 — Премия Альберта Ласкера за фундаментальные медицинские исследования, «For contributions concerning the causes of cancers, the source of antibodies, and the mechanism of blood cell generation and destruction in human beings.»
- 1965 — Национальная научная медаль США в номинации «Биологические науки», «For the original discovery and continued elaboration of the relationship between viruses and tumors, which has come to form the biologic base for so much of our present research effort on cancer.»
- 1966 — Премия Пауля Эрлиха и Людвига Дармштадтера[нем.]
- 1966 — Нобелевская премия по физиологии или медицине, «За открытие онкогенных вирусов.»